# ダンシングキャップ
ダンシングキャップ (Dancing Cap) とは、アメリカ出身の競走馬、種牡馬である。父ネイティブダンサーのラストクロップである。
アメリカで生まれ、イギリス、フランスで競走馬生活を送った。1200メートルから1600メートルのレースで5勝を挙げたが、重賞を優勝することはなかった。
競走馬を引退後種牡馬となり、1972年11月に日本へ輸出された。
産駒にはマイラーが多く、ダートにも強かったため、おもに地方競馬で活躍した。大物は出ないものの息が長い産駒が多く、1978年には125頭の牝馬に種付けするなど、二線級とはいえ一定の人気と評価を得ていた種牡馬だった。死亡後に産駒のオグリキャップが中央競馬で活躍したが、ダンシングキャップ産駒の傾向からかけ離れた能力を示したため、突然変異とも父・ネイティヴダンサーの隔世遺伝とも言われた。オグリキャップ以外の重賞勝利産駒には1979年の北海道3歳ステークス勝ち馬カツルーキーオー、1983年の中山牝馬ステークス勝ち馬ダンシングファイタがいる。

## おもな産駒
- オグリキャップ（有馬記念2回、マイルチャンピオンシップ、安田記念ほか。中央競馬顕彰馬）
- ダンシングファイタ（中山牝馬ステークス）
- カツルーキーオー（北海道3歳ステークス）
- フジノダンサー（ダイオライト記念、東京プリンセス賞、かしわ記念）
- アオミキャップ（中日スポーツ杯、中京盃、毎日杯2着）

## エピソード
ダンシングキャップを日本へ輸入することを決めたのは、日本の競走馬生産者の稗田実であった。稗田の述懐によるとイギリスでダンシングキャップを見たとき、素晴らしい馬体をしていると感じ、その前から動けなくなったという

## 血統表
| ダンシングキャップ(Dancing Cap)の血統 | ダンシングキャップ(Dancing Cap)の血統   | ダンシングキャップ(Dancing Cap)の血統 | （血統表の出典）     | （血統表の出典） |
| 父系                                  | ネイティヴダンサー系                    | ネイティヴダンサー系                  | ネイティヴダンサー系 | [ § 2 ]          |
| 父 Native Dancer 1950 芦毛 アメリカ   | 父の父Polynesian 1942 青鹿毛 アメリカ   | Unbreakable                           | Sickle               | Sickle           |
| 父 Native Dancer 1950 芦毛 アメリカ   | 父の父Polynesian 1942 青鹿毛 アメリカ   | Unbreakable                           | Blue Glass           |                  |
| 父 Native Dancer 1950 芦毛 アメリカ   | 父の父Polynesian 1942 青鹿毛 アメリカ   | Black Polly                           | Polymelian           | Polymelian       |
| 父 Native Dancer 1950 芦毛 アメリカ   | 父の父Polynesian 1942 青鹿毛 アメリカ   | Black Polly                           | Black Queen          |                  |
| 父 Native Dancer 1950 芦毛 アメリカ   | 父の母Geisha 1943 芦毛 アメリカ         | Discovery                             | Display              | Display          |
| 父 Native Dancer 1950 芦毛 アメリカ   | 父の母Geisha 1943 芦毛 アメリカ         | Discovery                             | Ariadne              |                  |
| 父 Native Dancer 1950 芦毛 アメリカ   | 父の母Geisha 1943 芦毛 アメリカ         | Miyako                                | John P Grier         | John P Grier     |
| 父 Native Dancer 1950 芦毛 アメリカ   | 父の母Geisha 1943 芦毛 アメリカ         | Miyako                                | La Chica             |                  |
| 母 Merry Madcap 1962 黒鹿毛 イギリス  | 母の父Grey Sovereign 1948 芦毛 イギリス | Nasrullah                             | Nearco               | Nearco           |
| 母 Merry Madcap 1962 黒鹿毛 イギリス  | 母の父Grey Sovereign 1948 芦毛 イギリス | Nasrullah                             | Mumtaz Begum         |                  |
| 母 Merry Madcap 1962 黒鹿毛 イギリス  | 母の父Grey Sovereign 1948 芦毛 イギリス | Kong                                  | Baytown              | Baytown          |
| 母 Merry Madcap 1962 黒鹿毛 イギリス  | 母の父Grey Sovereign 1948 芦毛 イギリス | Kong                                  | Clang                |                  |
| 母 Merry Madcap 1962 黒鹿毛 イギリス  | 母の母Croft Lady 1958 栗毛 イギリス     | Golden Cloud                          | Gold Bridge          | Gold Bridge      |
| 母 Merry Madcap 1962 黒鹿毛 イギリス  | 母の母Croft Lady 1958 栗毛 イギリス     | Golden Cloud                          | Rainstorm            |                  |
| 母 Merry Madcap 1962 黒鹿毛 イギリス  | 母の母Croft Lady 1958 栗毛 イギリス     | Land Of Hope                          | Court Martial        | Court Martial    |
| 母 Merry Madcap 1962 黒鹿毛 イギリス  | 母の母Croft Lady 1958 栗毛 イギリス     | Land Of Hope                          | Little Britain       |                  |
| 母系(F-No.)                           | 1号族(FN:1-g)                           | 1号族(FN:1-g)                         | 1号族(FN:1-g)        | [ § 3 ]          |
| 5代内の近親交配                       | Hainault 5×5（母内）                    | Hainault 5×5（母内）                  | Hainault 5×5（母内） | [ § 4 ]          |
| 出典                                  | 1. 2. 3. 4.                             | 1. 2. 3. 4.                           | 1. 2. 3. 4.          | 1. 2. 3. 4.      |

母Merry Madcapはジュライカップの勝ち馬。父のネイティヴダンサー及び母の父グレイソヴリンは快速馬として知られ、また祖母の父ゴールデンクラウドや4代父コートマーシャルは短距離を中心に活躍した馬であった。このようなダンシングキャップの血統背景があったためオグリキャップの距離適性について指摘されることが多かった。